# Zafírgyurgyalag
A zafírgyurgyalag vagy bíborhátú gyurgyalag (Merops muelleri) a madarak osztályának a szalakótaalakúak (Coraciiformes) rendjéhez, ezen belül a gyurgyalagfélék (Meropidae) családjához tartozó faj.

## Rendszerezése
A fajt John Cassin amerikai ornitológus írta le 1857-ben, a Meropiscus nembe Meropiscus Mülleri néven.

## Alfajai
- Merops muelleri mentalis[2] Cabanis, 1889 vagy Merops mentalis[1]
- Merops muelleri muelleri (Cassin, 1857)[2]

## Előfordulása
Közép-Afrikában, Kamerun, a Közép-afrikai Köztársaság, a Kongói Demokratikus Köztársaság, a Kongói Köztársaság, Elefántcsontpart, Egyenlítői-Guinea, Gabon, Ghána és Kenya területén honos. 
Természetes élőhelyei a szubtrópusi és trópusi síkvidéki esőerdők és ültetvények. Állandó, nem vonuló faj.

## Megjelenése
Testhossza 19 centiméter, testtömege 24–33 gramm.

## Életmódja
Rovarokkal táplálkozik.

## Természetvédelmi helyzete
Az elterjedési területe rendkívül nagy, egyedszáma pedig csökkenő, de még nem éri el a kritikus szintet. A Természetvédelmi Világszövetség Vörös listáján nem fenyegetett fajként szerepel.